# Postoloprty (zámek)
Zámek v Postoloprtech v okrese Louny v Ústeckém kraji byl postavený na místě starší tvrze v první čtvrtině sedmnáctého století. Zámek je chráněn jako kulturní památka. Od ledna 2017 byl zchátralý zámek nabízen k prodeji a v srpnu 2021 jej koupilo město Postoloprty.

## Historie

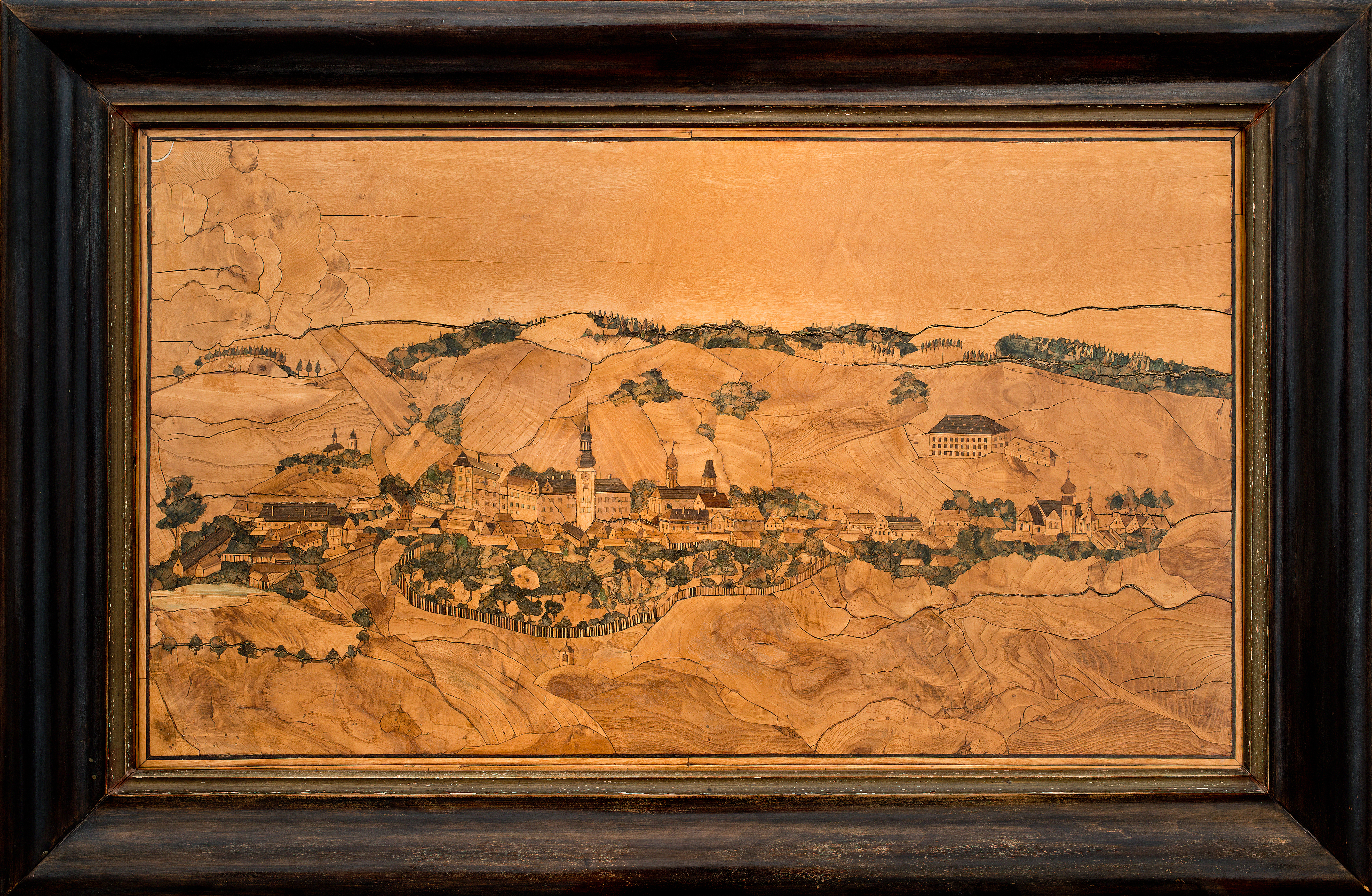
Zámek s věží v průčelí na intarzii z roku 1727

Předchůdcem zámku byla tvrz, kterou si ve městě dal postavit Šebestián z Veitmile v první polovině šestnáctého století. V písemných pramenech se objevila poprvé v roce 1542, kdy ji Šebestián spolu s městečkem postoupil vdově po svém synovci Petrovi z Veitmile. Později Postoloprty připadly Křížovi z Veitmile a poté jeho synům Janu Benešovi a Janu Vavřincovi. Po smrti Jana Beneše celé panství zdědil humanistický vzdělanec Jan Vavřinec, který si zde zřídil uměleckou sbírku s knihovnou. Zemřel roku 1594 v Padově a správu panství převzala jeho manželka Eliška ze Žerotína. Posledním majitelem z rodu Veitmilů se stala Eliščina dcera Veronika, která Postoloprty v roce 1600 prodala svému manželovi, Štěpánovi Jiřímu Šternberkovi na Voticích, za 42 tisíc kop míšeňských grošů.

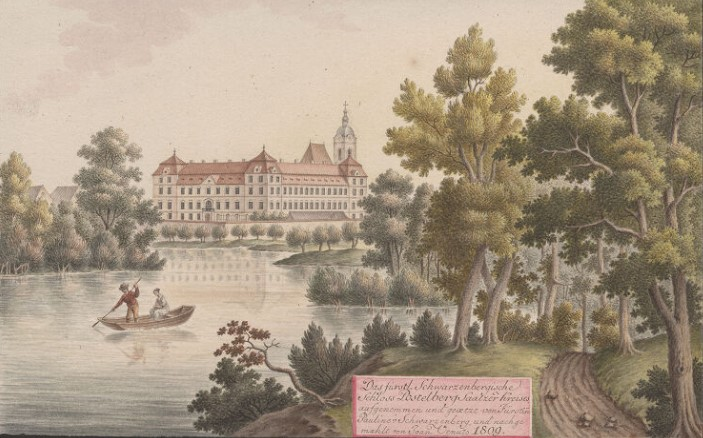
Zámek na kresbě Pauliny von Schwarzenberg z roku 1809

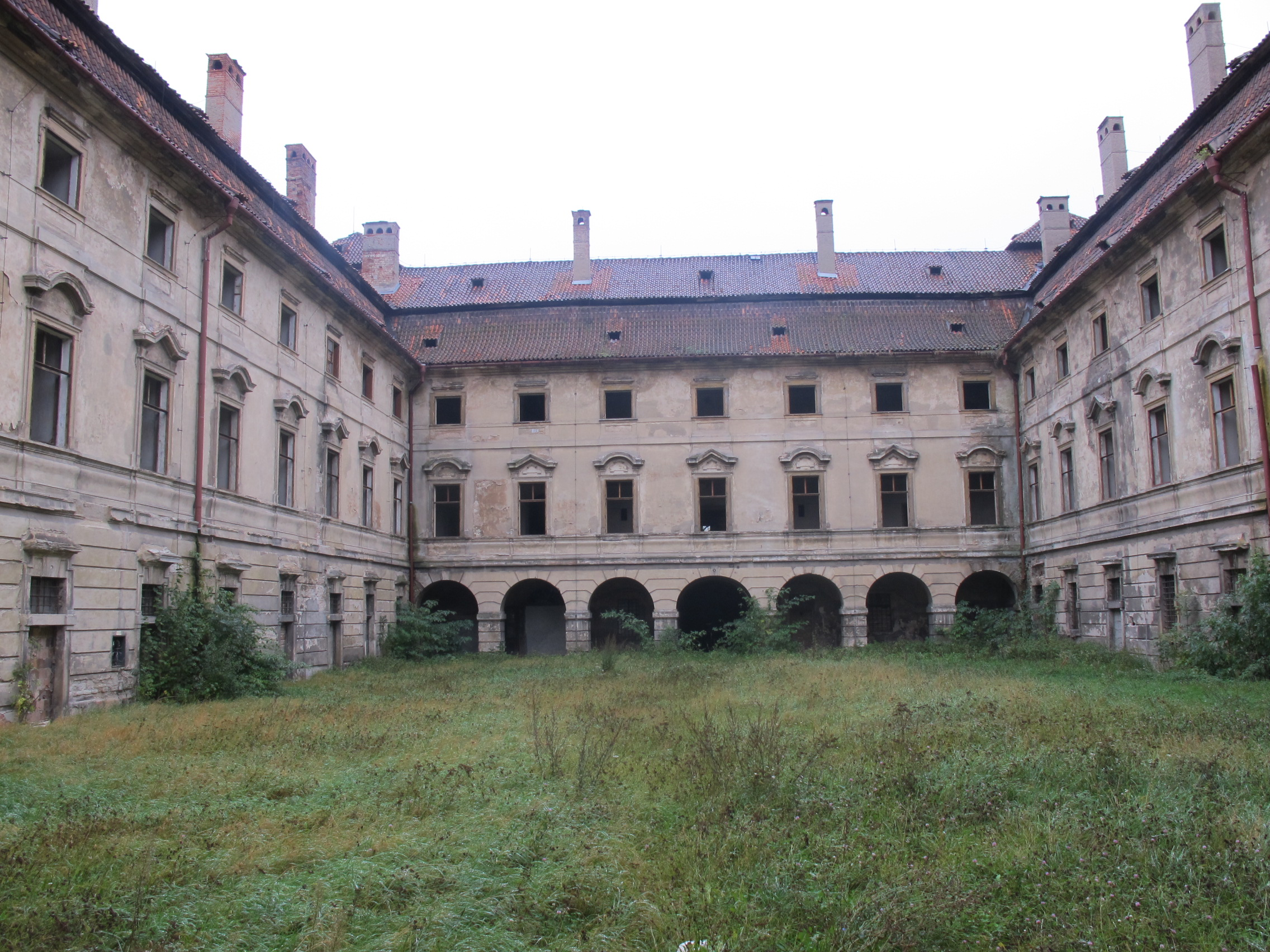
Nádvoří v roce 2011

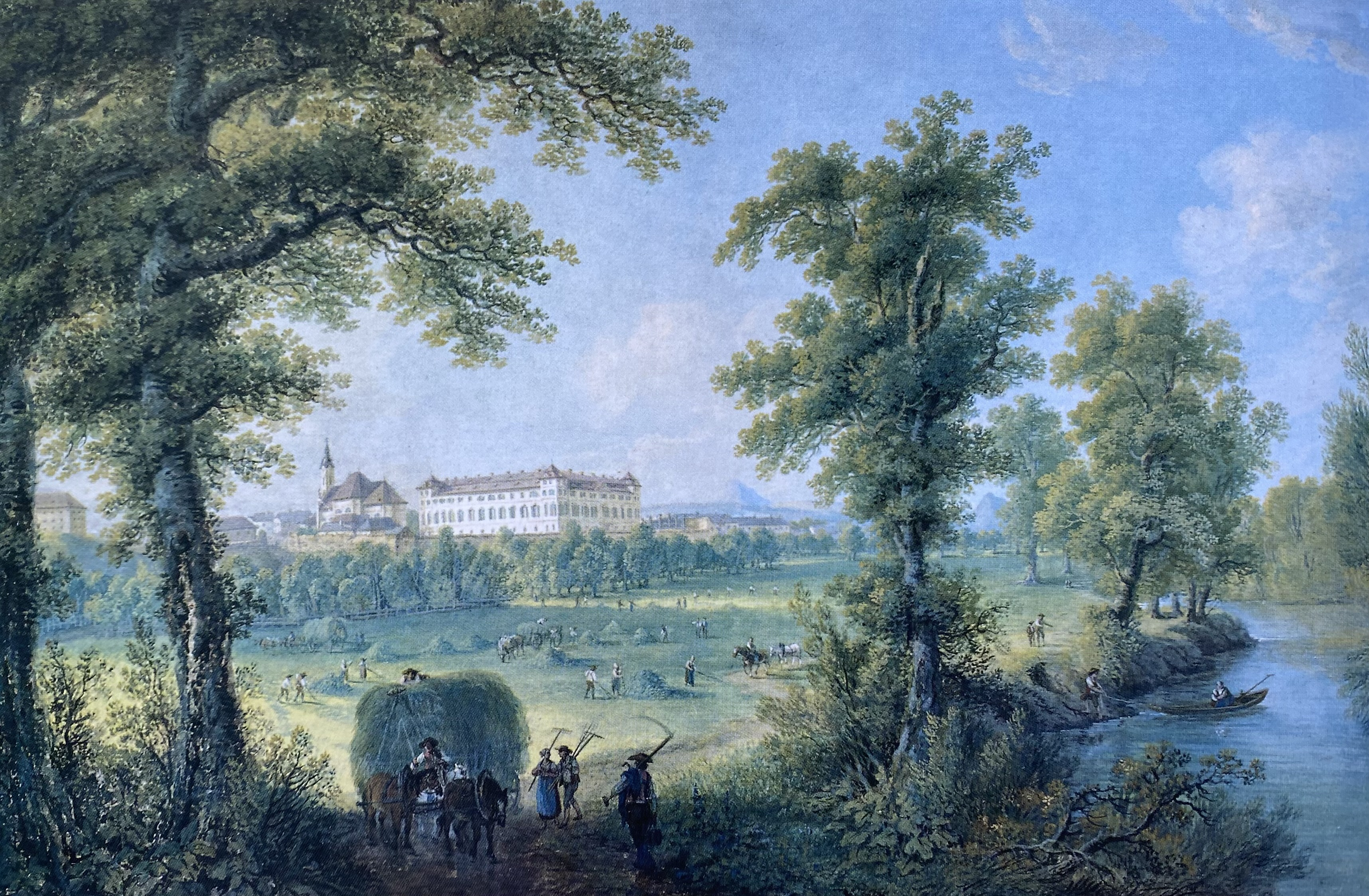
Pohled na zámek od Ferdinanda Runka z 1. poloviny 19. století

Šternberk začal v roce 1611 na místě nevyhovující tvrze stavět nový renesanční zámek na čtvercovém půdorysu. V roce 1620 zámek vyrabovalo selské vojsko, které přepadlo postoloprtský vojenský tábor Petra Mansfelda. Štěpán Jiří se ještě předtím přestěhoval se služebnictvem a cenným majetkem do Loun. Sedláci pobili asi 350 vojáků, zranili hejtmana Goldštejna a zničili knihovnu s archívem. Štěpán  Jiří zemřel v roce 1625 a panství si o pět let později rozdělili jeho synové. Oba si ponechali polovinu zámku, Jan Rudolf ze Šternberka měl samotné město, zatímco Adamu Janovi připadly okolní vesnice. V roce 1633 však Adam Jan zemřel a jeho podíl připadl bratrovi, který celé panství prodal o čtyři roky později Václavu Michnovi z Vacínova.
Po třicetileté válce nechal Michna zámek upravit ve stylu raného baroka. Autorem těchto úprav mohl být Francesco Caratti, který pro Michny pracoval na několika zakázkách. Po Václavu Michnovi postoloprtské panství zdědil v roce 1667 jeho synovec Zikmund Norbert, který ale téhož roku zemřel. 
V prosinci 1667 připadlo postoloprtské panství nezletilému Jiřímu Karlovi Michnovi. Jeho matka a poručnice zároveň, hraběnka Alžběta Lažanská, v roce 1669 prodala zadlužené panství za 240 tisíc rýnských zlatých hraběti Jiřímu Ludvíkovi ze Sinzendorfu. Za jeho vlády se zámek přestavoval. V roce 1680 byla dokončena stavba věže podle projektu Jiřího Pacha z Wiesenthalu. Podle popisu z roku 1739, kdy její střechu strhla vichřice, měla věž tři patra, orloj s ciferníkem ve všech čtyřech stěnách a přízemím vedla brána, kterou se vcházelo na nádvoří. Při opravě věže v onom roce byl v báni nalezen zápis, který stavbu věže datoval do roku 1680. Po smrti Jiřího Ludvíka roku 1682 zdědil panství prvorozený syn Kristán Ludvík ze Sinzendorfu, ale brzy padl v boji proti Turkům a jeho majetek připadl mladšímu bratrovi Filipovi ze Sinzendorfu. Ten zadlužené panství roku 1692 prodal za 600 tisíc rýnských zlatých knížeti Ferdinandovi ze Schwarzenbergu.
Zchátralý zámek, vybavený jen nejnutnějším nábytkem, se v té době využíval k sušení chmelu. Kníže Ferdinand v nechal zámeckou budovu upravit podle návrhu architekta Pavla Ignáce Bayera. Přestavba probíhala v letech 1706–1718. Bayer při ní respektoval čtyřkřídlou dispozici objektu včetně věže v průčelí. Ještě během stavby se v západním křídle  v důsledku projekční chyby objevily trhliny, a proto muselo být sneseno. V úpravách pak pokračoval další schwarzenberský architekt, Vídeňan Anton Erhard Martinelli. Jeho dílem byla nová zámecká kaple a kašna v zámecké zahradě – žádná z nich se nedochovala. Dále navrhl kočárovnu, ze které zůstalo jen torzo, a nově upravil zámecký park.

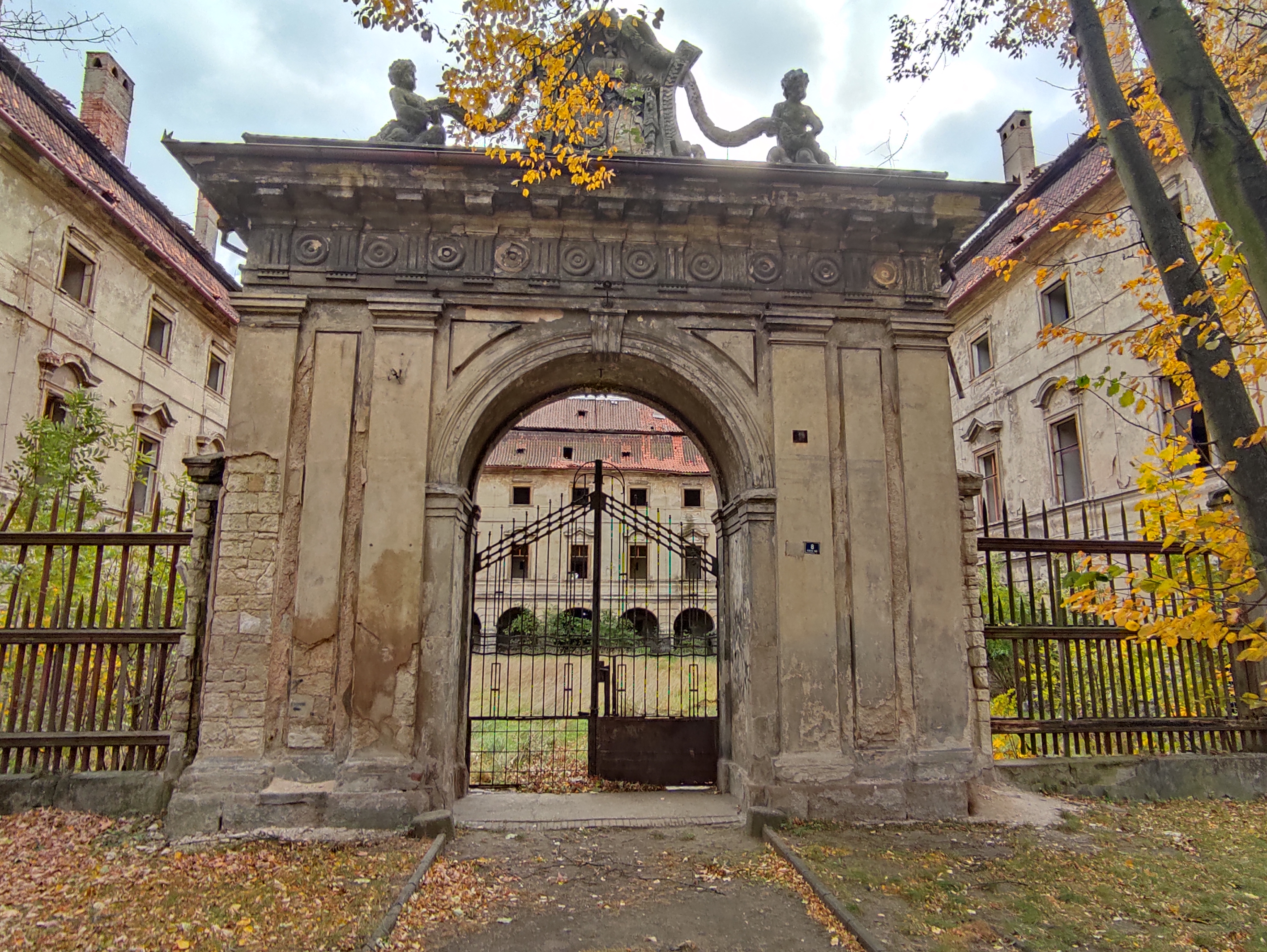
Vstupní brána z roku 1787

Častá přítomnost vojska během sedmileté války v letech 1756–1763 zámek těžce postihla; roku 1768 dokonce částečně vyhořel. Tehdejší majitel, Jan Nepomuk I. ze Schwarzenbergu, který se na zámku narodil, začal ihned s opravami. Rekonstrukce však skončila až roku 1790, protože rozestavěný zámek poničili pruští vojáci během války o bavorské dědictví. Jižní křídlo zámku směrem k řece požár poškodil natolik, že muselo být sneseno a postaveno nové. Severní křídlo zámku muselo být rovněž strženo včetně věže v průčelí nad vchodem. Podoba zámku ještě s věží je zachycena na intarzii z dílny truhlářského mistra Heinricha Meynolffa z roku 1727, umístěné na postoloprtské radnici. Kvůli nedostatku finančních prostředků už severní křídlo nebylo obnoveno. Vstupní trakt se v roce 1787 otevřel do náměstí branou s mříží, která patří k prvním klasicistním stavbám svého stuhu v Čechách.
Schwarzenbergům panství zůstalo až do roku 1945. Ve druhé polovině dvacátého století byl v zámku depozitář Národní knihovny. Od roku 2004 byl jeho majitelem italský podnikatel Mauro Piccinini. Do zámku zprvu neinvestoval kvůli soudnímu sporu, v němž se ho snažila získat dědička hlubocké větve Schwarzenbergů Alžběta Pezoldová. V lednu 2015 soudy její nároky zamítly, nicméně Piccinini se zámek snažil prodat. Za dobu vlastnictví italským majitelem ale došlo dle znaleckých rozsudků k výrazné degradaci zámku až o 50 procent, což byl alarmující stav. Kvůli zchátrání tohoto zámku a ještě dalších dvou objektů, které měl Piccinini v majetku (zámek Cítoliby a do roku 2013 barokní statek v Kystře), došlo k soudnímu řízení a Piccinini byl odsouzen k podmíněnému trestu odnětí svobody. V říjnu 2021 zámek odkoupilo město Postoloprty za 13,2 milionu Kč s cílem ho opravit.

## Stavební podoba
Zámek má trojkřídlou dispozici, na čelní straně uzavřenou mřížovou zdí se vstupní branou. Tři dvoupatrová zámecká křídla obklopují čestný dvůr. V přízemí středního křídla se na nádvorní straně nachází pilířové arkády, nároží zdůrazňují pavilónové nástavby ve funkci třetího patra. Památkově chráněný je celý zámecký komplex. Kromě oplocení a ohradních a opěrných zdí to je zámecká zahrada s bazénem, zahradnický domek, kašna, torzo kočárovny a dům ve Wolkerově ulici čp. 12, který byl určený k ubytování zámeckého personálu.

## Galerie

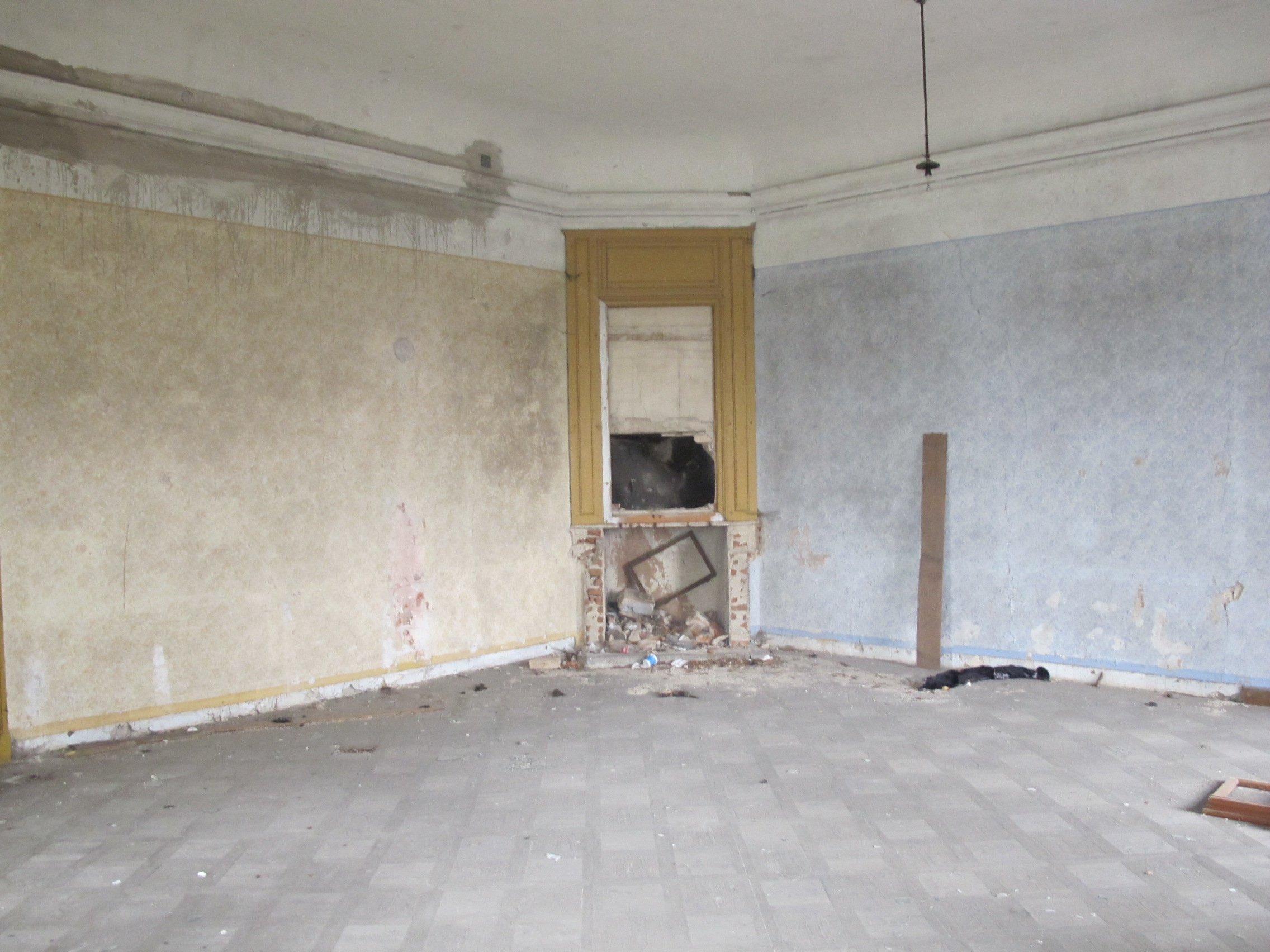
Interiér v roce 2011
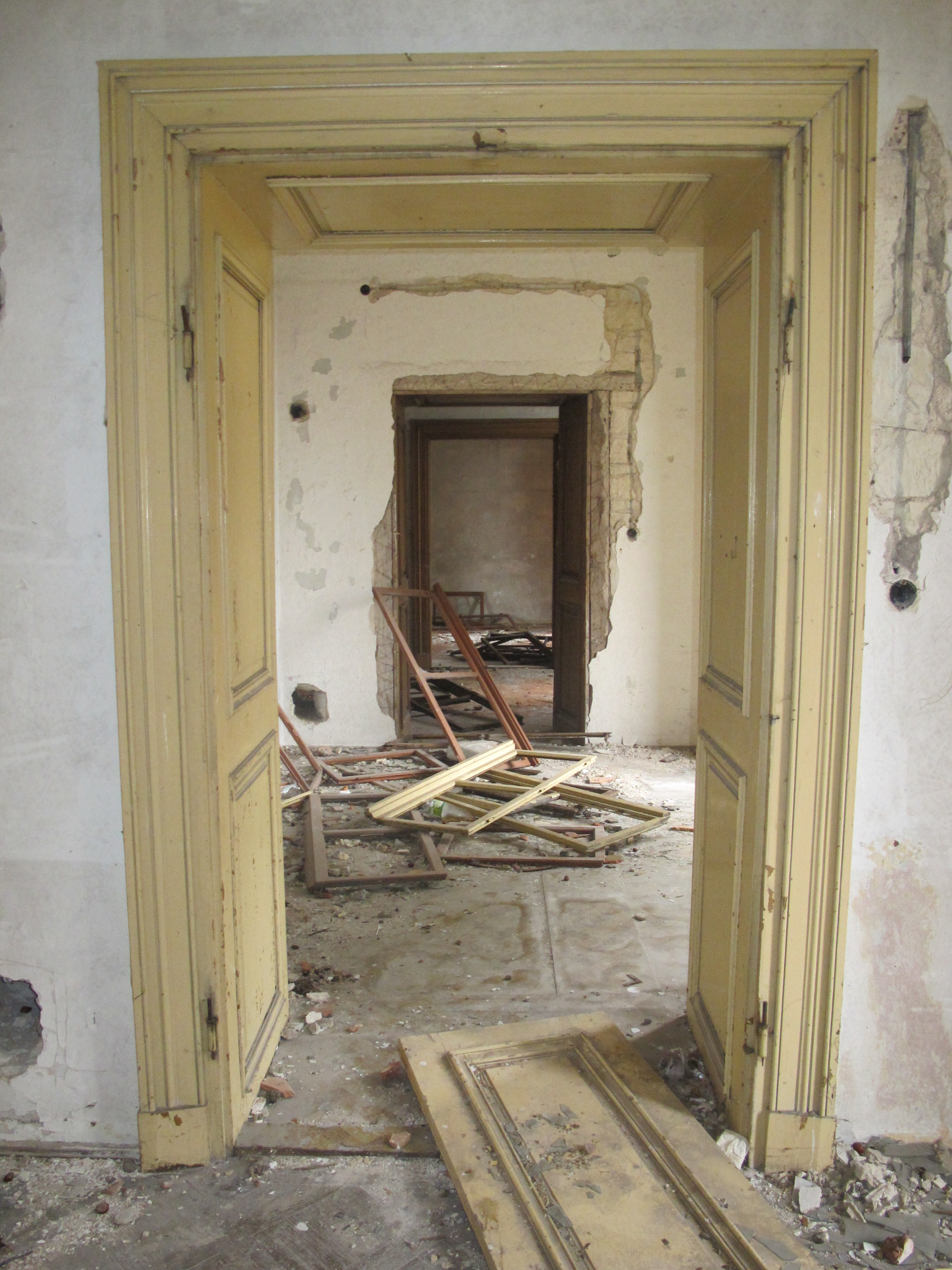
Interiér v roce 2011
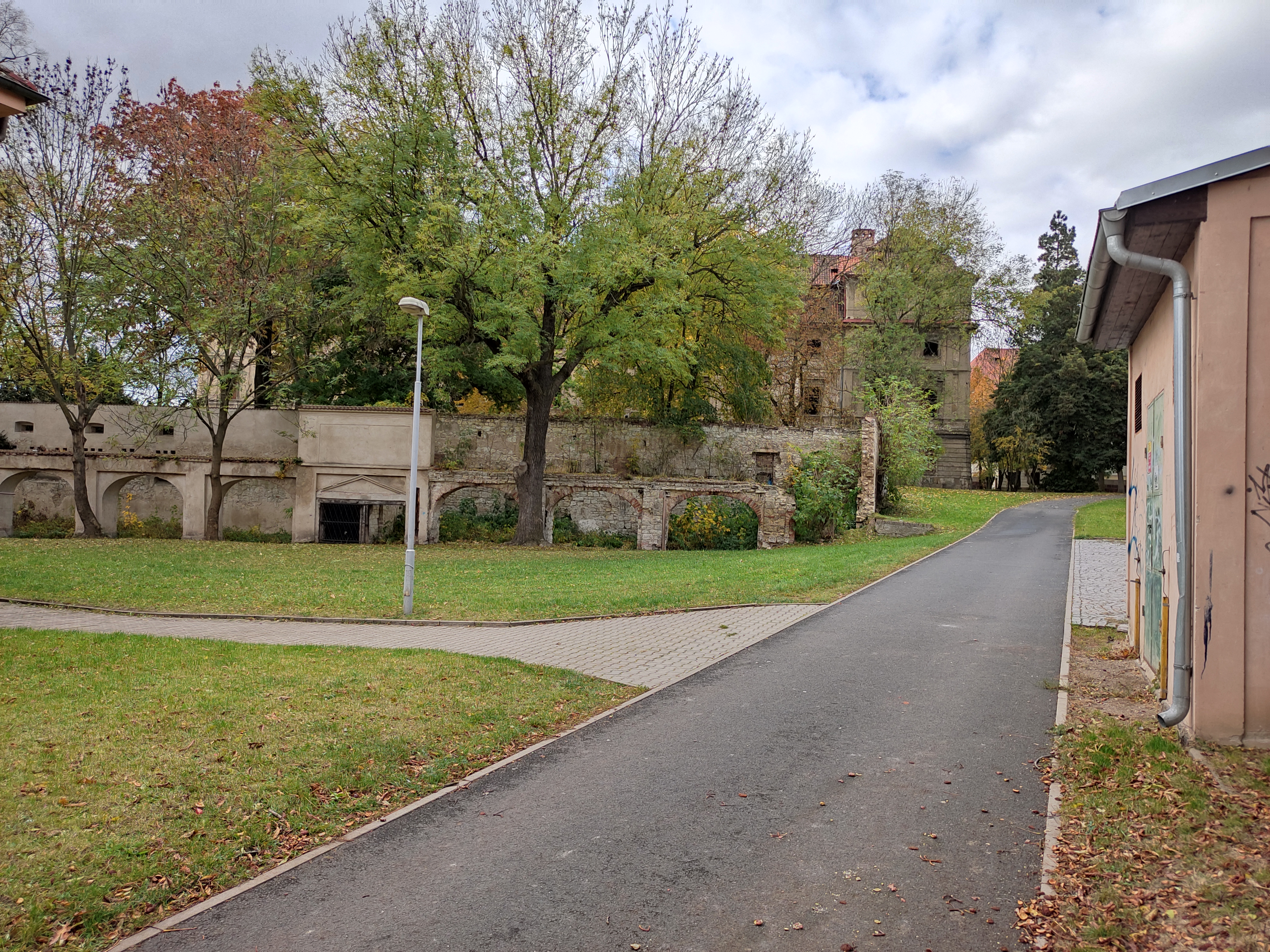
Torzo Martinelliho kočárovny